# Puchar Świata w narciarstwie alpejskim kobiet 2002/2003
Puchar Świata w narciarstwie alpejskim kobiet sezon 2002/2003 to 37. edycja tej imprezy. Cykl ten rozpoczął się w austriackiej miejscowości Sölden 26 października 2002 roku, a zakończył 16 marca 2003 roku w norweskim Lillehammer. 

## Podium zawodów
| Lp.                                                                 | Data                 | Miejscowość       | Konkurencja | 1. Miejsce                            | 2. Miejsce                         | 3. Miejsce                                 |
| ------------------------------------------------------------------- | -------------------- | ----------------- | ----------- | ------------------------------------- | ---------------------------------- | ------------------------------------------ |
| 1.                                                                  | 26 października 2002 | Sölden            | gigant      | Andrine Flemmen Nicole Hosp Tina Maze |                                    |                                            |
| 2.                                                                  | 21 listopada 2002    | Park City         | gigant      | Birgit Heeb                           | Alexandra Meissnitzer              | Janica Kostelić                            |
| 3.                                                                  | 23 listopada 2002    | Park City         | slalom      | Janica Kostelić                       | Christel Pascal                    | Sabine Egger                               |
| 4.                                                                  | 29 listopada 2002    | Aspen             | supergigant | Hilde Gerg                            | Janica Kostelić                    | Isolde Kostner                             |
| 5.                                                                  | 30 listopada 2002    | Aspen             | slalom      | Anja Pärson                           | Janica Kostelić                    | Marlies Schild                             |
| 6.                                                                  | 6 grudnia 2002       | Lake Louise       | zjazd       | Hilde Gerg                            | Carole Montillet                   | Kirsten Lee Clark                          |
| 7.                                                                  | 7 grudnia 2002       | Lake Louise       | zjazd       | Carole Montillet                      | Corinne Rey-Bellet                 | Renate Götschl                             |
| 8.                                                                  | 8 grudnia 2002       | Lake Louise       | supergigant | Karen Putzer                          | Martina Ertl                       | Carole Montillet                           |
| 9.                                                                  | 12 grudnia 2002      | Val d’Isère       | gigant      | Karen Putzer                          | Sonja Nef                          | Michaela Dorfmeister Alexandra Meissnitzer |
| 10.                                                                 | 13 grudnia 2002      | Val d’Isère       | supergigant | Carole Montillet                      | Daniela Ceccarelli                 | Michaela Dorfmeister                       |
| 11.                                                                 | 15 grudnia 2002      | Sestriere         | KO slalom   | Anja Pärson                           | Tanja Poutiainen                   | Nicole Hosp                                |
| 12.                                                                 | 21 grudnia 2002      | Lenzerheide       | zjazd       | Michaela Dorfmeister                  | Brigitte Obermoser                 | Kirsten Lee Clark                          |
| 13.                                                                 | 22 grudnia 2002      | Lenzerheide       | slalom      | Janica Kostelić                       | Tanja Poutiainen                   | Claudia Riegler                            |
| 14.                                                                 | 22 grudnia 2002      | Lenzerheide       | kombinacja  | Janica Kostelić                       | Martina Ertl                       | Maria Riesch                               |
| 15.                                                                 | 28 grudnia 2002      | Semmering         | gigant      | Karen Putzer                          | Janica Kostelić                    | Nicole Hosp Denise Karbon                  |
| 16.                                                                 | 29 grudnia 2002      | Semmering         | slalom      | Janica Kostelić                       | Christel Pascal                    | Nicole Gius                                |
| 17.                                                                 | 4 stycznia 2003      | Bormio            | gigant      | Sonja Nef                             | Anja Pärson                        | Michaela Dorfmeister                       |
| 18.                                                                 | 5 stycznia 2003      | Bormio            | slalom      | Janica Kostelić                       | Elisabeth Görgl                    | Anja Pärson                                |
| 19.                                                                 | 15 stycznia 2003     | Cortina d’Ampezzo | supergigant | Carole Montillet                      | Renate Götschl                     | Hilde Gerg                                 |
| 20.                                                                 | 17 stycznia 2003     | Cortina d’Ampezzo | supergigant | Renate Götschl                        | Alexandra Meissnitzer              | Mélanie Turgeon                            |
| 21.                                                                 | 18 stycznia 2003     | Cortina d’Ampezzo | zjazd       | Renate Götschl                        | Kirsten Lee Clark                  | Michaela Dorfmeister                       |
| 22.                                                                 | 19 stycznia 2003     | Cortina d’Ampezzo | gigant      | Anja Pärson                           | Janica Kostelić                    | Karen Putzer                               |
| 23.                                                                 | 25 stycznia 2003     | Maribor           | gigant      | Anja Pärson                           | Nicole Hosp                        | Martina Ertl                               |
| 24.                                                                 | 26 stycznia 2003     | Maribor           | slalom      | Anja Pärson                           | Janica Kostelić                    | Nicole Hosp                                |
| 37. Mistrzostwa Świata w Narciarstwie Alpejskim 2003 – Sankt Moritz |                      |                   |             |                                       |                                    |                                            |
| 25.                                                                 | 28 lutego 2003       | Innsbruck         | supergigant | Renate Götschl                        | Carole Montillet                   | Alexandra Meissnitzer                      |
| 26.                                                                 | 1 marca 2003         | Innsbruck         | zjazd       | Michaela Dorfmeister                  | Katja Wirth                        | Hilde Gerg                                 |
| 27.                                                                 | 2 marca 2003         | Innsbruck         | supergigant | Brigitte Obermoser                    | Carole Montillet                   | Renate Götschl                             |
| 28.                                                                 | 6 marca 2003         | Åre               | gigant      | Anja Pärson                           | Daniela Merighetti                 | Denise Karbon                              |
| 29.                                                                 | 8 marca 2003         | Åre               | slalom      | Janica Kostelić                       | Anja Pärson                        | Monika Bergmann                            |
| 30.                                                                 | 12 marca 2003        | Lillehammer       | zjazd       | Renate Götschl                        | Ingrid Jacquemod                   | Kirsten Lee Clark                          |
| 31.                                                                 | 13 marca 2003        | Lillehammer       | supergigant | Karen Putzer                          | Martina Ertl Alexandra Meissnitzer |                                            |
| 32.                                                                 | 15 marca 2003        | Lillehammer       | slalom      | Kristina Koznick                      | Laure Péquegnot                    | Marlies Schild                             |
| 33.                                                                 | 16 marca 2003        | Lillehammer       | gigant      | Karen Putzer                          | Denise Karbon                      | Nicole Hosp                                |

## Klasyfikacje
| Lp. | Zawodniczka           | Punkty |
| --- | --------------------- | ------ |
| 1.  | Janica Kostelić       | 1570   |
| 2.  | Karen Putzer          | 1100   |
| 3.  | Anja Pärson           | 1042   |
| 4.  | Michaela Dorfmeister  | 972    |
| 5.  | Martina Ertl          | 922    |
| 6.  | Carole Montillet      | 869    |
| 7.  | Renate Götschl        | 830    |
| 8.  | Alexandra Meissnitzer | 776    |
| 9.  | Kirsten Lee Clark     | 661    |
| 10. | Nicole Hosp           | 558    |

| Lp. | Zawodniczka           | Punkty |
| --- | --------------------- | ------ |
| 1.  | Michaela Dorfmeister  | 372    |
| 2.  | Renate Götschl        | 368    |
| 3.  | Kirsten Lee Clark     | 316    |
| 4.  | Carole Montillet      | 313    |
| 5.  | Corinne Rey-Bellet    | 230    |
| 6.  | Hilde Gerg            | 196    |
| 7.  | Ingrid Jacquemod      | 153    |
| 8.  | Mélanie Turgeon       | 149    |
| 9.  | Karen Putzer          | 143    |
| 10. | Alexandra Meissnitzer | 139    |

| Lp. | Zawodniczka           | Punkty |
| --- | --------------------- | ------ |
| 1.  | Carole Montillet      | 493    |
| 2.  | Renate Götschl        | 458    |
| 3.  | Karen Putzer          | 394    |
| 4.  | Alexandra Meissnitzer | 350    |
| 5.  | Michaela Dorfmeister  | 298    |
| 6.  | Daniela Ceccarelli    | 289    |
| 7.  | Janica Kostelić       | 281    |
| 7.  | Hilde Gerg            | 281    |
| 9.  | Martina Ertl          | 267    |
| 10. | Kirsten Clark         | 252    |

| Lp. | Zawodniczka           | Punkty |
| --- | --------------------- | ------ |
| 1.  | Anja Pärson           | 514    |
| 2.  | Karen Putzer          | 513    |
| 3.  | Janica Kostelić       | 343    |
| 4.  | Nicole Hosp           | 332    |
| 5.  | Sonja Nef             | 329    |
| 6.  | Denise Karbon         | 293    |
| 7.  | Alexandra Meissnitzer | 287    |
| 8.  | Martina Ertl          | 280    |
| 9.  | Michaela Dorfmeister  | 266    |
| 10. | María José Rienda     | 237    |

| Lp. | Zawodniczka      | Punkty |
| --- | ---------------- | ------ |
| 1.  | Janica Kostelić  | 710    |
| 2.  | Anja Pärson      | 498    |
| 3.  | Tanja Poutiainen | 367    |
| 4.  | Christel Pascal  | 359    |
| 5.  | Marlies Schild   | 342    |
| 6.  | Laure Pequegnot  | 341    |
| 7.  | Nicole Gius      | 264    |
| 8.  | Monika Bergmann  | 245    |
| 9.  | Martina Ertl     | 228    |
| 10. | Nicole Hosp      | 226    |

| Lp. | Zawodniczka             | Punkty |
| --- | ----------------------- | ------ |
| 1.  | Janica Kostelić         | 100    |
| 2.  | Martina Ertl            | 80     |
| 3.  | Maria Riesch            | 60     |
| 4.  | Karen Putzer            | 50     |
| 5.  | Julia Mancuso           | 45     |
| 6.  | Marlies Oester          | 40     |
| 7.  | Michaela Dorfmeister    | 36     |
| 8.  | Caroline Lalive         | 32     |
| 9.  | Jessica Lindell-Vikarby | 29     |
| 10. | Šárka Záhrobská         | 26     |

| Lp. | Państwo           | Punkty |
| --- | ----------------- | ------ |
| 1.  | Austria           | 5332   |
| 2.  | Włochy            | 2817   |
| 3.  | Niemcy            | 2262   |
| 4.  | Stany Zjednoczone | 2191   |
| 5.  | Francja           | 2022   |
| 6.  | Szwajcaria        | 1887   |
| 7.  | Szwecja           | 1652   |
| 8.  | Chorwacja         | 1621   |
| 9.  | Kanada            | 945    |
| 10. | Norwegia          | 691    |